# Zeche Pfingstblume

Das Stollenmundloch der Zeche

Die Zeche Pfingstblume war ein Steinkohlenbergwerk im Bochumer Stadtteil Stiepel. 

## Geschichte
Am 12. März 1834 hatte der Bochumer Kaufmann Georg Cramer ungefähr 100 Lachter südwestlich von dem Hause des Heiermann zu Stiepel, am Ausgang einer in die Wiesenfläche mündenden Gebirgsschlucht, ein neun Zoll mächtiges Steinkohlenflöz gefunden und darauf Mutung beim königlich preußischen Bergamt eingelegt. Ein nahe bei dem Fundpunkt blühender Ginster veranlasste Cramer, diese Mutung unter dem Namen Pfingstblume registrieren zu lassen.
Am 13. März 1834 meldeten sich beim Bergamt Johann Heinrich Haarmann und sein Bruder Georg Haarmann aus Holthausen mit weiteren Kohlefunden in der Nähe der Pfingstblume. Sie nannten ihre Funde „Neuefund“ und „Ludwig“. 
Durch einen falschen Fund von Neue Zufall vom 14. April 1832 durch Heinrich Große Rumberg ergaben sich für die Verleihung der Zeche Vereinigte Pfingstblume gerichtliche Streitigkeiten, die erst 1849 durch ein Urteil des königlichen Obertribunals in Berlin endgültig entschieden wurden. Die Verleihung erfolgte deshalb erst am 19. November 1850. Das Grubenfeld hatte eine Größe von 0,7774 km² mit einer Ost-West-Erstreckung von 1260 m und einer Nord-Süd-Erstreckung von 617 m.
1854 kam es zur Vereinigung der genannten Mutungen unter dem Namen Vereinigte Pfingstblume.
Die Inbetriebsetzung erfolgte 1856 mit der Auffahrung des Stollens. 1857 wurde das Zechenhaus (rechts neben dem Stollen) gebaut.
2004 pachtete der Stiepeler Verein für Heimatforschung e. V. das Zechenhaus und restaurierte es. 2006 konnte das restaurierte Zechenhaus der Öffentlichkeit übergeben werden. 
Heute ist das ehemalige Zechenhaus eine Begegnungsstätte des Stiepeler Vereins für Heimatforschung.
Zur Vermeidung von Bergschäden wurde der Stollen 2011 auf einer Länge von 52 m aufgewältigt und saniert. Am Ende des sanierten Bereichs befindet sich heute eine Ziegelgitterwand, die Fledermäusen eine Schlaf- und Überwinterungsgelegenheit bietet, und davor eine seismische Messstation der Ruhr-Universität Bochum.
2021 wurde die Zeche in die Route der Industriekultur aufgenommen.